# Kigali City Tower
Kigali City Tower és un edifici gratacels d'ús mixt situat a Kigali, la capital de Ruanda. El complex consta d'una torre de 20 plantes, la més alta del país, un centre comercial de quatre pisos i un bloc d'aparcaments, amb espai dividit entre locals d'oficines arrendades i punts de venda. Entre els minoristes hi ha eks supermercats Nakumatt, Bourbon Coffee i un cinema de quatre pantalles.
L'edifici, en el lloc d'una antiga estació d'autobusos, va ser desenvolupat per l'empresari ruandès Hatari Sekoko i construït per enginyers xinesos. Les obres van començar el 2006 i el complex va obrir el 2011.

## Història
Des del seu accés al poder el 2000, el president Paul Kagame ha intentat transformar Ruanda d'un país empobrit dependent de l'agricultura de subsistència en un país d'ingressos mitjans amb un fort sector serveis. Aquesta política, que es basa en liberalitzar l'economia, la privatització d'indústries estatals i reduir la burocratització en els negocis, ha donat lloc a un fort creixement del PIB entre 2004 i 2010 del 8 % anual. L'evolució de l'economia ha provocat un auge de la construcció, ja que ha augmentat la necessitat d'espai residencial i d'oficines.
El projecte Kigali City Tower va començar el 2006 per l'empresari ruandès Hatari Sekoko, a través de la seva empresa Doyelcy Limited. Sekoko, un veterà del Front Patriòtic Ruandès a la Guerra Civil ruandesa, va treballar al Japó des del 1995 per assolir el capital, abans de tornar a Rwanda per iniciar un negoci de distribució de cafè i posteriorment diversificar-se en immobles i hostaleria. La primera fase del projecte era la construcció de l'edifici d'aparcaments, que va començar el 2007. En aquesta etapa, la torre es va proposar com un edifici circular amb un el disseny d'espiral, que actuaria principalment com una plataforma de visualització. El 2008 l'equip de Sekoko havia canviat la forma de l'edifici a l'el·líptica per crear més espai dins de la torre.
Sekoko va contractat l'empresa xinesa China Civil Engineering Construction per construir l'edifici, i també obté matèries primeres a partir del seu propi dipòsit a Guangzhou, Xina. L'edifici fou completat a començaments de 2011, i comerciants i empreses van començar a ocupar l'espai després. El complex cinema de tres pantalles es va completar el març de 2013 i va obrir el maig de 2013.

## Localització i disseny
El Kigali City Tower és a l'Avenue du Commerce, també coneguda com a KN 76 Street, al districte de Nyarugenge, que és el districte central de negocis de Kigali. L'edifici es troba al lloc de l'antiga estació central d'autobusos, que va tancar el 2005.
L'edifici consta de tres components: la torre, que té 20 pisos, el centre comercial de 4 plantes i un aparcament que també és de quatre plantes. El 2013 la torre era l'edifici més alt de Kigali i de Ruanda. La superfície total del sòl de l'edifici és de 10.000 m² mentre que l'espai oficial és de 7.000 m².
El bloc de la torre està ocupat principalment per espais d'oficines, i només el sòl, la planta baixa i els pisos superiors són de venda al detall. Cada planta de la torres té 336 m² d'espai disponible per oficines.

## Venda minorista i entreteniment
El minorista més gran del complex és una branca de la cadena de supermercats kenyà Nakumatt, que ocupa el sòl i les plantes baixes del centre comercial, així com a la planta baixa del pàrquing. Aquest és el segon magatzem de Nakumatt a Kigali, l'altre és a l'Union Trade Centre. La tenda de roba sud-africana Mr Price va obrir la seva primera branca ruandesa al complex en 2011, dirigida per la franquícia Deacons Kenya, mentre que la cafeteria de luxe Bourbon Coffee dirigeix un cafè i una zona d'estar a l'aire lliure, un dels seus cinc punts de venda a la ciutat.
La tercera planta del centre comercial alberga el complex Century Cinema. El cinema té quatre pantalles: tres són regulars amb 233, 135, 70 seients respectivament, i una pantalla de cinema en 4D (comercialitzada com a 5D) amb 18 seients, la primera del seu tipus a Àfrica oriental. Altres proveïdors minoristes són d'alimentació, al primer pis del comercial centre, un centre de fitness i una guarderia.
L'espai comercial a la torre consta d'un bar/restaurant a la planta baixa, una oficina del Bank of Kigali a la planta baixa, i un restaurant amb bar a la part superior i una discoteca al pis superior.